# Église Saint-Jean-Baptiste de Cáceres
Pour les articles homonymes, voir Église Saint-Jean-Baptiste.
L'église Saint-Jean-Baptiste de Cáceres (en espagnol, iglesia de San Juan Bautista) est un édifice religieux de culte catholique, situé sur la place de San Juan dans la ville espagnole de Cáceres.
L'église, de style gothique, a été bâtie au XIIIe siècle bien que fortement modifiée aux XIVe, XVe et XVIe siècles et n'a pas été totalement achevée jusqu'au XVIIIe siècle. Au XXe siècle elle a été restaurée en récupérant en grande partie son style original.
A l'intérieur il y a diverses chapelles, parmi lesquelles, la plus importante est la chapelle des reliques avec son décor plateresque.

## Sources
- Église de San Juan Bautista sur le portail touristique de la Mairie de Cáceres